# Особина 3
«Особина 3» (англ. Species 3) — американський фантастичний фільм жахів 2004 режисера Бреда Тернера, продовження фільмів 1995 «Особина» і 1998 «Особина 2». Прем'єра фільму відбулася 27 листопада 2004 року.

## Сюжет
Невдовзі після фіналу попереднього фільму Єву везуть у кареті швидкої допомоги. Авто збивається зі шляху, син Росса на ім'я Портус швидко росте в кареті, убиває водія та задушує Єву. Професор Еббот забирає дитину Єви та тікає. Згодом урядовий агент Васах виявляє ознаки вагітності Єви, а потім наказує спалити її тіло.
Еббот повертається до своєї звичайної роботи викладача біохімії в університеті, і таємно ростить дитину Єви, яку називає Сарою. Одного разу ввечері Еббота відвідує Портус, який різко постарів і важко хворий. Поки Еббот намагається лікувати його, Портус пояснює, що гібриди людей з інопланетянами швидко дорослішають, але старіють також швидко. Портус у муках помирає, вражений Еббот звертається до Діна, одного зі своїх студентів, щоб він допоміг урятувати «один вид». Натомість Еббот обіцяє Діну частку будь-якого фінансування чи нагород, які отримує їхня робота. Дін погоджується, бо його проєкт новітньої електростанції під загрозою.
За відсутності Еббота Сара формує кокон і стає дорослою особиною. Начальник Еббота, доктор Ніколас Тернер, приходить до будинку, шукаючи Еббота, і натрапляє на Сару, яка спочатку намагається спокусити його, але потім відмовляється. Тернер намагається зґвалтувати її, і Сара вбиває його. Повернувшись додому, Еббот позбавляється тіла Тернера та розуміє, що Сара вирушила на пошуки чоловіка для спарювання. Зрештою Сара знайомиться з іншим гібридом, але він виявляється хворий.
Еббот і Дін виконують експерименти над Сарою, Дін починає з нею зближуватися. Еббот повідомляє Діну про урядовий «Проєкт Афіна», який створив Сіл у першому фільмі, та інших гібридів. Тоді гібрид, якого Сара відкинула, вривається до лабораторії, смертельно ранить Еббота і намагається запліднити Сару. Проте він гине через газ, який Еббот встиг випустити в лабораторію. Залишившись сам, Дін розмірковує, чи варто продовжувати роботу Еббота, а Сара закликає його врятувати її вид.
Товариш Діна, Гастінгс, знаходить вебсайт, опублікований жінкою на ім'я Амелія, яка хоче зустрічатися з біохіміками. Переглянувши нотатки Діна, він пересилає їх Амелії, не здогадуючись, що вона гібрид. По дорозі Амелія займається сексом і вбиває працівника заправної станції, який намагається її зґвалтувати. У кампусі вона відчуває Сару і викрадає Гастінгса, доставляючи його додому до Еббота. Амелія, і Сара змушують Гастінгса працювати над вдосконаленням чужорідної ДНК, використовуючи чистішу біологію Сари, щоб врятувати гібридів. Агент Васах, чия команда також відслідковувала вебсайт Амелії та виявила його зв'язок із проєктом «Афіна», забирає Діна та допомагає йому врятувати Гастінгса.
Дін, Гастінгс і Васах тікають до експериментальної електростанції Діна, а Сара та Амелія їх переслідують. Трійця планує спіймати Амелію та Сару в ядрі електростанції. Гібридів замикають і ядро розплавляється.
Пізніше Гастінгс відвідує Діна в будинку Еббота та виявляє Сару та хлопчика-гібрида. Дін розповідає, що йому вдалося врятувати Сару з електростанції, а потім завершити створення для неї пари. Після того, як хлопчик виріс, Дін каже Сарі, що вона повинна бути обережною, але перед тим, як Сара та її товариш пішли, Дін запитує Сару, чому вона врятувала його від Амелії, коли для цього не було жодної причини; вона не відповідає. Дін пізніше заспокоює Гастінгса, пояснивши, що створений ним партнер Сари безплідний.

## У ролях
| Актор            | Роль               |
| ---------------- | ------------------ |
| Робін Данн       | Дін (учень Еббота) |
| Роберт Кнеппер   | професор Еббот     |
| Санні Мабрі      | Сара               |
| Амелія Кук       | Емілія             |
| Джон Пол Піток   | Стен               |
| Наташа Генстридж | Єва                |

## Знімальна група
- Режисер — Бред Тернер
- Сценарист — Бен Ріплі, Денніс Фельдман
- Продюсер — Девід Двіґґінз, Френк Манкузо мл.
- Композитор — Еліа Кмірал